# 州立農業球館
州立農業球館（State Farm Arena）是一座位於美國喬治亞州亞特蘭大的多功能室內體育館。於1999年完工啟用。州立農業球館是NBA亞特蘭大老鷹和WNBA亞特蘭大美夢的主場。

## 演唱會
州立農業球館是世界上最繁忙的演唱會舞台之一，在2007年賣出超過550000張門票，2011年排在全美第三名。

## 運動賽事
2003年NBA明星賽於本體育館舉行。2020年NBA明星賽於本體育館舉行。

## 外部連結
- 官方網站 （页面存档备份，存于）